# スニール・ダット
スニール・ダット（Sunil Dutt、1929年6月6日 - 2005年5月25日）は、インドの政治家、俳優、映画監督、映画プロデューサー。本名は「バルラージ・ダット（Balraj Dutt）」。マンモハン・シン政権で青年問題・スポーツ大臣を務めた。息子のサンジャイ・ダットは俳優、娘のプリヤー・ダットは下院議員を務めた。
1968年にインド政府からパドマ・シュリー勲章を授与された。1984年にインド国民会議に入党して政治活動を始め、ムンバイ北西部選挙区から下院議員を通算5期務めた。

## 生涯

### 生い立ち
1929年にパンジャーブ管区ナッカ・クルド（現在のパキスタン・パンジャーブ州）のパンジャーブ人家庭に生まれ、5歳の時にディーワーンを務めていた父ラグナート・ダットと死別した。18歳の時にインド・パキスタン分離独立が行われダット家はヒンディー教徒・ムスリムの対立に巻き込まれるが、父の友人だったムスリムのヤクブによって救い出され、ダット家はインド・パンジャーブ州ヤムナーナガルのヤムナー川畔にある小村マンダウリ（現在のハリヤーナー州領域）に移住した。その後、スニールは母クルワンティデヴィ・ダットと共にラクナウに移住し、学校を卒業後はアーミナバード・ガリで過ごした。スニールはボンベイのジャイ・ハインド・カレッジに進学し、卒業後はボンベイ市内の交通部門に就職した。

### キャリア
スニールのキャリアはラジオから始まり、彼は南アジアで最も古いラジオ局ラジオ・セイロンのヒンディー語アナウンサーとして働き、人気を集めた。1955年に『Railway Platform』に出演して俳優デビューした。
1957年に出演した『インドの母』ではナルギスと共演し、彼は同作の成功によってスター俳優となった。同作の撮影中にセットで火災が発生し、その際にナルギスを救ったことで交際が始まったという逸話がある。翌1958年にスニールはナルギスと結婚し、1男2女（サンジャイ・ダット、プリヤー・ダット、ナムラタ・ダット）をもうけた。ナムラタは母と『インドの母』で共演したラジェンドラ・クマールの息子クマール・ゴウラヴと結婚している。
スニールは1950年代から1960年代にかけてボリウッドのスター俳優として活動し、『Sadhna』『Sujata』『Mujhe Jeene Do』『Khandan』『Padosan』などのヒット作に出演した。また、B・R・チョープラーとコンビを組んだ『Gumrah』『Waqt』『Hamraaz』は興行的な成功を収めた。1964年には『Yaadein』で監督を務め、1968年には『Man Ka Meet』でプロデューサーを務め、同作には兄弟のソーム・ダットが出演している。1971年に『Reshma Aur Shera』で監督、プロデューサー、主演を務め興行的な成功を収めた。1970年代には『Heera』『Pran Jaye Par Vachan Na Jaye』『Nagin』『Jaani Dushman』『Muqabla』『Shaan』などのボリウッド映画、『Man Jeete Jag Jeet』『Dukh Bhanjan Tera Naam』『Sat Sri Akal』などのパンジャーブ語映画に出演している。1980年代には『Dard Ka Rishta』『Badle Ki Aag』『Raaj Tilak』『Mangal Dada』『Watan Ke Rakhwale』などのヒット作に出演、または監督を務めた。

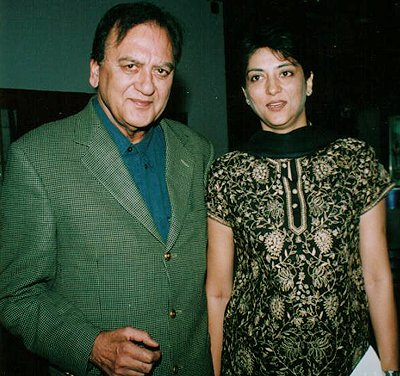
『医学生ムンナ・バーイー』プレミア上映に出席するスニールとプリヤー

1981年に『ロッキー』を監督して息子サンジャイを俳優デビューさせたが、公開直前に妻ナルギスを膵臓癌で喪っている。スニールは癌患者の治療のために妻の名前を冠したナルギス・ダット財団を設立しており、同時に顔面奇形の子供を治療するためのインディア・スマイル（オペレーション・スマイルの類似組織）のスポンサーも務めている。1982年にはムンバイ市政府から名誉職であるムンバイ保安官に任命され、1年の任期を務めた。
1990年代にはヤシュ・チョープラーの『Parampara』、J・P・ダッタの『Kshatriya』に出演したのを最後に映画業界から引退し、政治活動に専念するようになった。しかし、1993年ボンベイ連続爆弾テロ事件に関連して息子サンジャイがAK-56の不法所持及びテロ容疑で逮捕され、息子の釈放に奔走したことでスニールの政治キャリアは停滞した。
1995年に俳優活動40年を記念してフィルムフェア賞 生涯功労賞を受賞した。2003年に遺作となる『ムンナー兄貴、医者になる』で息子サンジャイと共演した。『ロッキー』『Kshatriya』でも共演しているが、両作では出演シーンが別々だったため、同じシーンに出演するのは『ムンナー兄貴、医者になる』が初めてとなった。

### 死去
2005年5月25日、スニールはムンバイ・バンドラの自宅で死去した。死去した時点で、彼はインド政府青年問題・スポーツ大臣、下院議員を務めていた。マハーラーシュトラ州から最高の栄誉を以て葬儀が執り行われ、サンタクルス火葬場で火葬された。死後に実施された下院補欠選挙では娘プリヤーが当選し、彼女は2014年5月まで議員を務めた。

## 受賞歴
- フィルムフェア賞 主演男優賞

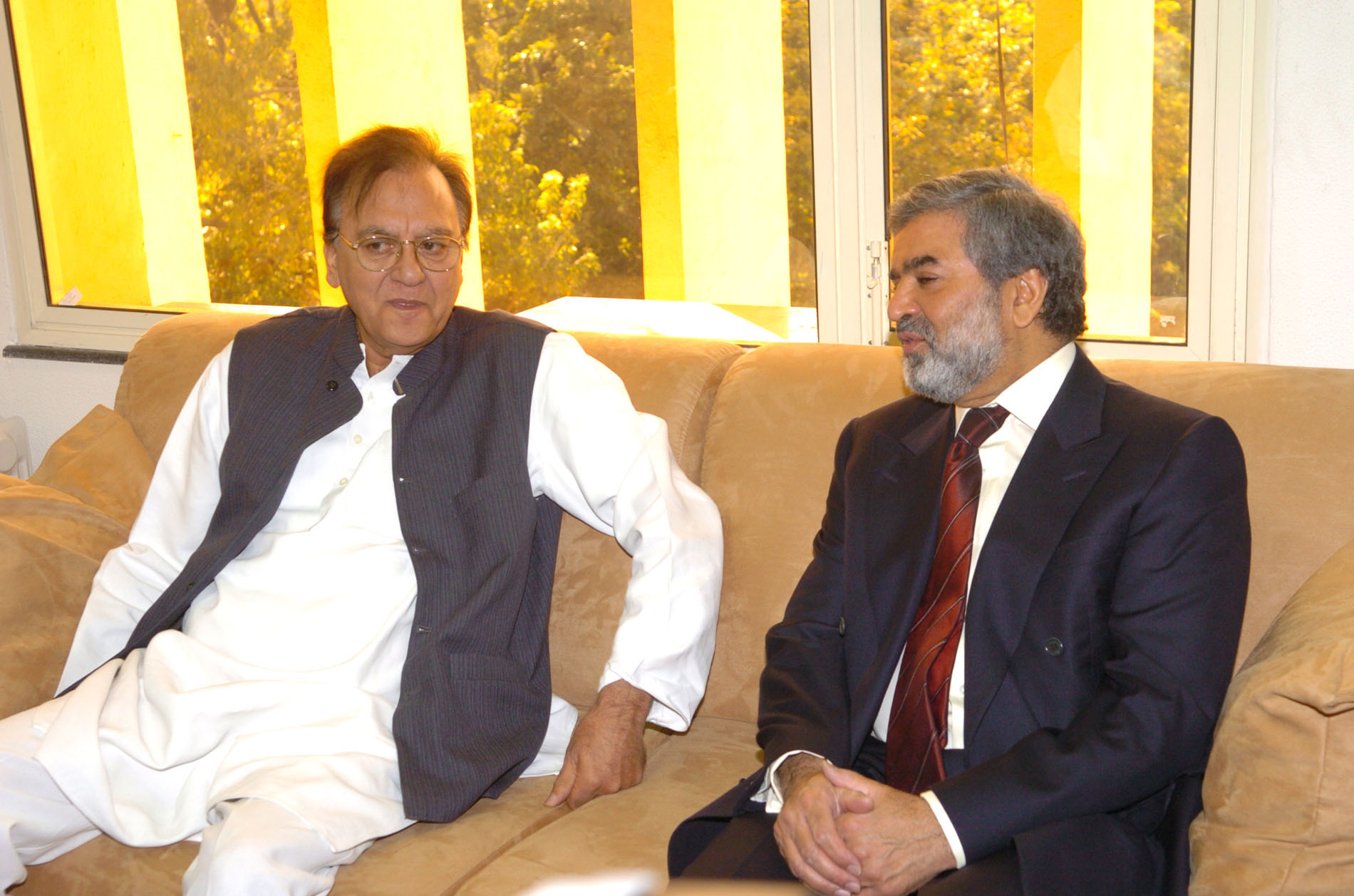
国際クリケット評議会議長イフサーン・マニと会談するスニール・ダット（2004年）

  - 『Mujhe Jeene Do』（1963年）
  - 『Khandan』（1965年）
- 国家映画賞 ヒンディー語長編映画賞（英語版）：『Yaadein』（1964年）
- ベンガル映画ジャーナリスト協会賞 主演男優賞（英語版）：『Milan』（1967年）
- パドマ・シュリー勲章（1968年）
- ムンバイ保安官（英語版）（1982年）
- フィルムフェア賞 生涯功労賞（英語版）（1995年）
- スター・スクリーン・アワード 生涯功労賞（英語版）（1997年）
- ラジーヴ・ガンディー・ナショナル・サーブバーヴナ・アワード（英語版）（1998年）[14]
- アナンダローク賞（英語版）生涯功労賞（2000年）
- ジー・シネ・アワード 生涯功労賞（2001年）
- パールケー・ラトナ賞（2005年）[15]